# Університет Країни Басків
Університет Країни Басків (ісп. Universidad del País Vasco, баск. Euskal Herriko Unibertsitatea) — громадський університет автономної області Країна Басків на півночі Іспанії. Основне університетське містечко розташоване у Більбао (Campus de Vizcaya), крім того, що є кампуси у місті Віторія-Гастейс (Campus de Álava) і Сан-Себастьян (Campus de Guipúzcoa). Налічує близько 45 000 студентів (2009/2010).